# The Affairs of Cellini
The Affairs of Cellini (Brasil: As Aventuras de Cellini / Portugal: O Aventureiro de Florença[carece de fontes?]) é um filme norte-americano de 1934, do gênero comédia, dirigido por Gregory La Cava  e estrelado por Constance Bennett e Fredric March.

## Produção
The Affairs of Cellini segue a vereda aberta por The Private Life of Henry VIII ao descrever fatos históricos com diálogos modernos. Produção luxuosa de Darryl F. Zanuck para sua recém-criada 20th Century Pictures (20th Century Fox a partir do ano seguinte), o filme foi distribuído pela United Artists, como os outros daquela empresa. Dirigido com maestria e leveza cômica por Gregory La Cava, a película foi um grande sucesso de público.
O roteiro é baseado na peça em três atos The Firebrand, de Edwin Justus Mayer, apresentada na Broadway entre outubro de 1924 e maio de 1925. Em forma de farsa e sem compromissos com a História, o filme mostra Benvenuto Cellini mais como espadachim e mulherengo do que como o artista e político da Renascença retratado nos livros escol]res. Apesar de não ser mais que teatro filmado, os figurinos e os cenários faustosos compensam a ausência de locações externas.
Pela primeira vez nos anais de Hollywood, Fredric March, apesar de perfeito no papel título, viu seu trabalho ser ofuscado—por Frank Morgan, que repete o papel do marido traído, que desempenhara no palco. Pela sua atuação, Morgan recebeu sua primeira indicação ao Oscar.
Lucille Ball, em início de carreira e sem ser creditada, interpreta uma dama de companhia.
Segundo Ken Wlaschin, este é um dos dez melhores filmes de Constance Bennett.

## Sinopse
Século XVI. Benvenuto Cellini, renomado escultor e hábil esgrimista, vive se defendendo dos raivosos maridos das irresistíveis damas da alta roda. Agora, Cellini está de caso com a Duquesa de Florença, mas o Duque, apesar de meio abobalhado, é quem exerce a Lei e prende o conquistador. Cellini é condenado à morte, porém uma série de eventos vira a maré a seu favor.[carece de fontes?]

## Premiações
| Patrocinador                                  | Prêmio | Categoria                                                                                 | Situação |
| --------------------------------------------- | ------ | ----------------------------------------------------------------------------------------- | -------- |
| Academia de Artes e Ciências Cinematográficas | Oscar  | Melhor Ator (Frank Morgan) Melhor Fotografia Melhor Direção de Arte Melhor Mixagem de Som | Indicado |

[carece de fontes?]

## Elenco
| Ator/Atriz        | Personagem                 |
| ----------------- | -------------------------- |
| Constance Bennett | Duquesa de Florença        |
| Fredric March     | Benvenuto Cellini          |
| Frank Morgan      | Duque de Florença          |
| Fay Wray          | Angela                     |
| Vince Barnett     | Ascanio                    |
| Jessie Ralph      | Beatrice                   |
| Louis Calhern     | Ottaviano                  |
| Jay Eaton         | Polverino                  |
| Paul Harvey       | Emissário                  |
| John Rutherford   | Capitão da Guarda          |
| Lane Chandler     | Carcereiro (não-creditado) |